# 如何在FreeBSD上给KDE2打补丁
“如何在FreeBSD上给KDE2打补丁”（羅馬化：«Kak propatčitʹ KDE2 pod FreeBSD?»）是一个俄罗斯的网络模因。其起源于2004年5月8日，一个名为RusNet的俄罗斯IRC的#anime（日本动画）聊天室中的提问，大致可以翻译为：
-大家好，这里是动漫频道吗？
-是的。
-如何在FreeBSD上给KDE 2打补丁？
这段对话并非自然产生，而是一位聊天室网友的滑稽模仿，意在讽刺该聊天室中聚集着大量电脑编程、网络管理与信息技术同时也是动漫的爱好者，聊天内容中无关日本动画的电脑极客式的技术讨论占了很大比例。随后，这句话开始变得愈发流行，并在俄语圈网络对话中被常常引用。2006年7月6日，俄罗斯总统弗拉基米尔·普京即将举办一次网络会谈，回答网民提出的问题。在网民的策划之下，会谈开始之前，本问题成为了向普京提出的三大问题之一，并让本网络模因首次获得了公众的关注，然而，最终主持人并没有向普京提出这个问题。
2007年，哈萨克斯坦总统努尔苏丹·纳扎尔巴耶夫举办了一次类似的网络会谈，本问题成为了网友的热门问题之首，而纳扎尔巴耶夫则一本正经的回答了这个问题，介绍了IT产业在哈萨克斯坦的发展情况，提到应用开源软件确实是个值得认真考虑的选择，以及在哈萨克斯坦也能学到许多关于开源软件的课程。
2007年12月，同样的问题再次成为了乌克兰网络会谈的热门网友提问之首，向乌克兰总统维克多·安德烈耶维奇·尤先科提了出来。尤先科总统回答了这个问题，对此表示，在乌克兰总统秘书处，有许多技术人员可以帮忙用各种操作系统给KDE 2贡献补丁，另外推荐网民们使用最新版本的软件，而不是修正旧版本，这可能是指发布已久的KDE 3。
2014年2月，在白俄罗斯举办的“Linux西欧假期”技术会议上，一名负责Ports包管理器的OpenBSD的开发者进行了一场题为《如何在OpenBSD上给KDE4打补丁》的演讲，再次复兴了这一历史悠久的网络模因。